# Гарлан Еллісон
Га́рлан Е́ллісон (англ. Harlan Jay Ellison, 27 травня 1934 — 28 червня 2018) — американський письменник-фантаст. Користується славою найбільш продуктивного автора короткої прози і найбільш титулованого впродовж свого великого літературного життя. Лауреат премії «Гросмейстер фантастики» за заслуги перед жанром (2006).
Написав або упорядкував 75 книг, створив понад 1700 оповідань та повістей, есе, статей і газетних дописів, 24 телесценарії, 12 кіносценаріїв.
Отримав багато нагород у галузі фантастики.
На честь Гарлана Еллісона названо астероїд 10177 Еллісон.
Помер уві сні 28 червня 2018 року у своїй резиденції в Лос-Анджелесі.

## Нагороди[7]
«Г'юґо»
- «„Покайся, Арлекіне!“ — скрикнув Цокотун» — найкраще коротке оповідання, 1966
- «Я не маю рота, але мушу кричати» — найкраще коротке оповідання, 1968
- «Зоряний шлях: Місто на межі вічності» — найкращий сценарій, 1968
- «Небезпечні видіння» — спеціальна нагорода, 1968
- «Звір, що кричить про кохання у центрі світу» — найкраще коротке оповідання, 1969
- «Перевага антологізації: знову Небезпечні видіння» — спеціальна нагорода, 1972
- «Мертвоптах» — найкраща повість, 1974
- «Дрейф неподалік острівців Лангерганза» — найкраща повість, 1975
- «Хлопець і його пес» — найкращий сценарій, 1976
- «Джефті — вже п'ять» — найкраще коротке оповідання, 1978
- «Паладін втраченого часу» — найкраща повість, 1986

«Неб'юла»
- «„Кайся Арлекіне!“, сказав Годинникар» — коротке оповідання, 1966
- «Хлопець і його пес» — найкращий роман, 1970
- «Джефті — вже п'ять» — коротке оповідання, 1978
- Нагорода видатному майстрові, 2006
- «Як цікаво — крихітна людина» — коротке оповідання, 2011

«Локус»
- «Місцевість між» — найкраще коротке оповідання, 1970
- «Василіск» — найкраще коротке оповідання, 1973
- «Знову Небезпечні видіння» — найкраща авторська антологія (стара)
- «Мертвоптах» — найкращий короткий фантастичний твір, 1974
- «Дрейф неподалік острівців Лангерганза» — найкраща повість, 1975
- «Кроатон» — найкраще коротке оповідання, 1976
- «Джеффті п'ять років» — найкраще коротке оповідання, 1978
- «Коли вслухаюся в печальний хід годинника хвилиною нічною…» — найкраще коротке оповідання, 1979
- «Джин, не переслідувач» — найкраща повість, 1983
- «Вступ (безсонні ночі в прокрустовому ложі)» — найкращий нефантастичний твір/довідник, 1985
- «Паладін втраченого часу» — найкраща повість, 1986
- «На східний полюс з Вірджилом Оддумом» — найкраще коротке оповідання, 1986
- «Медея. Світ Гарлана» — найкраща антологія, 1986
- «Сон потрібен для спання» — найкраща повість, 1989
- «Примара» — найкраще коротке оповідання, 1989
- «Зла цукерка» — найкраще збірка, 1989
- «Мефістофель в оніксі» — найкращий роман, 1994
- «Прослизання» — найкраща збірка, 1998

«Британська премія наукової фантастики»
- «Історії мертвоптаха» — найкращий короткий фантастичний твір, 1978

«Британська премія фентезі»
- «Джеффті п'ять років» — найкраще коротке оповідання, 1979

«Премія імені Брема Стокера»
- «Суть Еллісона» — найвища нагорода у збиранні фантастики, 1987
- Огляд Гарлана Еллісона — найвища нагорода у нефантастичній творчості, 1989
- «Мефістофель в оніксі» — найвища нагорода в жанрі роману, 1993
- «Теревені з Анубісом» — найвища нагорода в жанрі короткої фантастики, 1995
- За життєвий творчий внесок, 1995
- «Я не маю рота, але маю кричати» — найвища нагорода у галузі інших ЗМІ, 1999

«Премія читачів журналу «Наукова фантастика Азімова»
- фільм «Я, робот» — спеціальна нагорода, 1988

«Всесвітня премія фентезі»
- «Зла цукерка» — найкраща збірка, 1989
- За життєвий творчий внесок, 1993

«Міжнародна премія фантастики жахів»
- Нагорода живій легенді, 1995

Читацька премія журналу «Deathrealm»
- «Теревені з Анубісом» — найкращий короткий фантастичний твір, 1996

«Нагорода імені Рея Бредбері»
- «2000X», 2001

Премія «Прометей»
- «„Кайся Арлекіне!“, сказав Годинникар» — нагорода зали слави, 2015

## Відгуки ЗМІ
Вашингтон Пост: «один з найкращих живих американських авторів коротких оповідань».
Лос-Анджелес Таймс: «давно слід назвати Гарлана Еллісона Льюїсом Керролом двадцятого століття».